# Споменик жртвама НАТО агресије у Сурдулици
Споменик жртвама НАТО агресије у Сурдулици, налазио се у парку испред Сурдуличког културног центра. Измештен је у градски парк приликом формирања спомен парка заједно са другим спомен обележјима.
Израђен је од гранита у црној и црвенкастој боји. Састоји се од ниског постаментаа обложеног гранитним плочама и од вертикалне плоче неправилог облика као стилизована крила, на којој је исписан текст следеће садржине:
| „ | ГРАЂАНИ СУРДУЛИЦЕ ЖРТВЕ НАТО АГРЕСИЈЕ Будисављевић Петар - Милић Александар Вучковић Миланка - Милић Весна Величковић Десанка - Милић Миљана Ђорђевић Станиша - Милић Владимир Жигић Раде Милић - Стаменка Ивановић Драган - Напијало Драгић Јањанин Богданка - Павковић Ђорђе Малобабић Босиљка - Поповић Славко Малобабић Милена - Рашић Стана Малобабић Раде - Рашић Станица Малобабић Миленко - Рангелов Стамен Манојловић Милица - Слијепчевић Мила Манојловић Душан - мајор Стојановић Љубисав Малешевић Даница - војник Аризановић Дејан Миладиновић Босна - војник Божилов Љубиша Миловановић Миомир - стари водник Драги Апостоловски војник Ђорђевић Никола Сурдулица 5.9.1999 | ” |